# Selecció masculina de bàsquet 3x3 dels Països Baixos
La selecció masculina de bàsquet 3x3 dels Països Baixos representa als Països Baixos en les competicions internacionals masculines de bàsquet 3x3. Ha participat en 2 Olimpíades, guanyant la medalla d'or als Jocs Olímpics de París 2024. A més, ha guanyat 2 medalles de plata en els Campionats del Món i 2 medalles de bronze en els Campionats d'Europa.

## Historial

### Jocs Olímpics
| Edició | Any  | Seu    | Posició    | J | G | P | PF  | PC  | DP  |
| ------ | ---- | ------ | ---------- | - | - | - | --- | --- | --- |
| XXXII  | 2020 | Tòquio | 5a posició | 8 | 4 | 4 | 151 | 150 | +1  |
| XXXIII | 2024 | París  | 1          | 9 | 7 | 2 | 171 | 138 | +33 |

### Campionat del Món
| Edició | Any  | Seu         | Posició              | J                    | G                    | P                    | PF                   | PC                   | DP                   |
| ------ | ---- | ----------- | -------------------- | -------------------- | -------------------- | -------------------- | -------------------- | -------------------- | -------------------- |
| I      | 2012 | Atenes      | No es va classificar | No es va classificar | No es va classificar | No es va classificar | No es va classificar | No es va classificar | No es va classificar |
| II     | 2014 | Moscou      | 21a posició          | 5                    | 1                    | 4                    | 48                   | 62                   | -14                  |
| III    | 2016 | Xina        | 6a posició           | 5                    | 3                    | 2                    | 75                   | 73                   | +2                   |
| IV     | 2017 | Nantes      | 2                    | 7                    | 6                    | 1                    | 128                  | 88                   | +40                  |
| V      | 2018 | Manila      | 2                    | 7                    | 5                    | 2                    | 136                  | 99                   | +37                  |
| VI     | 2019 | Museumplein | 11a posició          | 4                    | 2                    | 2                    | 72                   | 52                   | +20                  |
| VII    | 2022 | Anvers      | 5a posició           | 5                    | 4                    | 1                    | 90                   | 74                   | +16                  |
| VIII   | 2023 | Viena       | 5a posició           | 5                    | 4                    | 1                    | 103                  | 71                   | +32                  |
| IX     | 2025 | Ulaanbaatar | Classificada         | Classificada         | Classificada         | Classificada         | Classificada         | Classificada         | Classificada         |

### Campionat d'Europa
| Edició | Any  | Seu         | Posició              | J                    | G                    | P                    | PF                   | PC                   | DP                   |
| ------ | ---- | ----------- | -------------------- | -------------------- | -------------------- | -------------------- | -------------------- | -------------------- | -------------------- |
| I      | 2014 | Bucarest    | No es va classificar | No es va classificar | No es va classificar | No es va classificar | No es va classificar | No es va classificar | No es va classificar |
| II     | 2016 | Bucarest    | 3                    | 5                    | 4                    | 1                    | 78                   | 76                   | +2                   |
| III    | 2017 | Museumplein | 7a posició           | 3                    | 1                    | 2                    | 46                   | 60                   | -14                  |
| IV     | 2018 | Bucarest    | No es va classificar | No es va classificar | No es va classificar | No es va classificar | No es va classificar | No es va classificar | No es va classificar |
| V      | 2019 | Debrecen    | 12a posició          | 2                    | 0                    | 2                    | 22                   | 32                   | -10                  |
| VI     | 2021 | París       | 6a posició           | 3                    | 1                    | 2                    | 54                   | 54                   | 0                    |
| VII    | 2022 | Graz        | 3                    | 5                    | 4                    | 1                    | 95                   | 69                   | +26                  |
| VIII   | 2023 | Jerusalem   | 6a posició           | 3                    | 1                    | 2                    | 53                   | 55                   | -2                   |
| IX     | 2024 | Viena       | 5a posició           | 3                    | 2                    | 1                    | 59                   | 49                   | +10                  |